# 田川市立醫院站
田川市立醫院站（日语：／ Tagawa Municipal Hospital eki */?）是位於福岡縣田川市大字糒1722番3號，平成筑豐鐵道的伊田線車站。車站編號為HC13。
尤如其名，此站鄰近田川市立醫院。隨著該醫院遷移至此站附近位於，於1999年（平成11年）3月啟用。由於醫院位於地勢較高的地方，因此車站與醫院之間設有穿梭巴士連接兩地。

## 歷史
- 1999年（平成11年）3月22日 - 車站啟用。

## 車站構造
車站是一座地面車站，設有2面2線的相對式月台。此站是無人車站。

### 月台
| 月台 | 路線    | 上下行 | 方向               |
| ---- | ------- | ------ | ------------------ |
| 東邊 | ■伊田線 | 下行   | 田川伊田、行橋方向 |
| 西邊 | ■伊田線 | 上行   | 金田、直方方向     |

## 使用狀況
在2019年度，1日平均上落車人次為213人。
| 上落車人次變化 | 上落車人次變化 |
| 年度           | 1日平均人次    |
| -------------- | -------------- |
| 2008年         | 266            |
| 2009年         | 244            |
| 2010年         | 234            |
| 2011年         | 198            |
| 2012年         | 192            |
| 2013年         | 176            |
| 2014年         | 182            |
| 2015年         | 196            |
| 2016年         | 210            |
| 2017年         | 192            |
| 2018年         | 196            |

## 車站周邊
- 田川市立醫院
- 星美台新城
- 立山化成
- 新糒橋

## 相鄰車站
平成筑豐鐵道
伊田線
糒（HC12）－田川市立醫院（HC13）－下伊田（HC14）

## 注腳
1. 1 2  鉄道を未来につなぐために（令和元年度版） ︳ へいちくネット（平成筑豊鉄道） （页面存档备份，存于）（日語） 各站上落人次調査結果
2. ↑  田川市 此年的事業與統計 （運輸、通信） 平成筑豐鐵道上落車人次

## 外部連結
- 田川市立醫院站 （页面存档备份，存于）（日語）（平成筑豐鐵道沿線情報網站）